# Erwin Haaga
Erwin Haaga (* 8. Februar 1914 in Stuttgart; † Februar 1960 ebenda), Spitzname „Wiener“ war ein deutscher Fußballspieler.

## Karriere
Der Rechtsaußenspieler wurde bereits mit 17 Jahren Stammspieler beim VfB Stuttgart, für den auch schon sein Bruder Eberhard spielte und bei dem Erwin Haagas Vater Nachwuchsbetreuer war. Mit dem VfB wurde er mehrmals Württembergischer Meister. 1935 wurde er mit dem VfB Deutscher Vizemeister. Nach 17 Jahren in der ersten Mannschaft des VfB beendete er 1947 seine aktive Fußballerkarriere. Er war für den Verein in verschiedenen Aufgabenbereichen weiter tätig und spielte für die Altherrenmannschaft. Im Februar 1960 – wenige Tage nach seinem 46. Geburtstag – starb er und wurde am 24. Februar auf dem Stuttgarter Pragfriedhof beigesetzt.